# Јован Драгашевић
Јован Драгашевић (Пожаревац, 4. фебруар (16.) 1836 — Ниш, 1. јул (13.) 1915) био је српски војни географ, историчар и књижевник. Био је вршилац дужности начелника Главног ђенералштаба 1877. године, професор на Војној академији и Великој школи у Београду, као и почасни члан Српске краљевске академије.

## Биографија
Рођен је у Пожаревцу 16. фебруара 1836. године (4. фебруара по старом календару). Потписивао се зато у неким радовима са "Браничевац", по родном крају. Након завршетка основне школе у родном граду, уписује гимназију у Београду 1855. године. Исте године ступа у Артиљеријску школу коју завршава 1860, када бива произведен у чин артиљеријског потпоручника..
Био је Јован ожењен са Милом, а у браку су имали три сина: Боривоја, Градимира и Велибора. Велибор је познат као уредник листа "Војнички гласник".
Умро је Јован Драгашевић током Првог светског рата у Нишу 14. јула 1915. године (1. јула по старом), где је извршено опело у тамошњој Саборној цркви. Возом је тело транспортовано за Београд где је сахрањено.

### Просветна каријера
Већ годину дана након завршетка школе (1861) постаје професор у истој, и на овом месту ће, изузев малих прекида, бити све до 1885. године. Драгашевић је пуне 23 године предавао географију, општу и војну историју, стилистику, ратне вештине, стратегију и космографију. Био је и један од чланова оснивача и члан прве Управе Српског археолошког друштва 1883. године. Предавао је младом српском краљу Милану географију и српски језик. Драгашевић је први српски научни географ, који у Србији систематски бавио географијом као науком, посебно војном географијом, коју је сматрао основом стратегије. Осим на Артиљеријској школи, каснијој Војној академији, био је и професор на Великој школи у Београду где је предавао упоредну географију и етнографију.

### Војна каријера
Како већ напоменуто, завршетком Артиљеријске школе 19. августа 1860. године је произведен у чин пешадијског потпоручника. Напредовао је до поручника 30. јула 1862. године, а капетан II класе постао 1. јануара 1866. године. Положио је испит за ђенералштабног официра 19. децембра 1867. године, у чину капетана I класе јавља се од 1. јануара 1870. године. Каријера његова се наставља у генерал-штабу преко мајора (1874), потпуковника (1876) до пуковничког чина добијеног 1. децембра 1880. године. Генерал-штабни пуковник Драгашевић је пензионисан је 27. априла 1888. године, а дванаест година касније (13. јула 1900) унапређен у чин почасног генерала, са правом ношења генералске униформе. За време бомбардовања Београда 1862. године био је командир Лицејске (ђачке) легије, а 1867. године организатор и командир Бугарске легије.
Осим наведених, у својој војној каријери обављао је и следеће, друге, функције:
- командант Крушевачке бригаде и на служби у Штабу Врховне команде 1876. године;
- начелник Ађутантског одељења Штаба Врховне команде 1877—1878;
- експерт за територијална питања при делегацији Србије на Берлинском конгресу 1878;
- начелник Историјског одељења Главног ђенералштаба (1878—1885);
- помоћник начелника Штаба Врховне команде 1885. године;
- помоћник начелника Главног ђенералштаба и др. функције;[6][3]

Вршилац дужности начелника Главног генералштаба је био 1877. године. Боравио је у Румунији у нарочитој мисији, а у време одржавања Берлинског конгреса (1878) послат је као војни експерт да помаже Јовану Ристићу. Објавио је као трећи део своје аутобиографије Успомене на Берлински конгрес.

### Научни и књижевни рад
Још као питомац, Драгашевић је почео да пише. Прву песму "Молитву" написао је млади Јован 1854. године. Његова најзначајнија књижевна дела су Песме (1860. и 1869), Бој на Неготину или смрт Ајдук-Вељкова (1861), Истинске приче (аутобиографија први део, 1888), Царица Јелена (недовршено 1890) итд. Био је познат међу Србима по својем делу Јован Курсула.
Драгашевић је од 1862. године био члан Друштва српске словесности, касније и члан Српског ученог друштва (1864) и Српске краљевске академије (1869), претече данашње САНУ. Написао је Начела Војне географије, Војну стилистику 1 и 2, Војничку речитост, Космометрију, Кронографију, Војник на маршу, Илирско тропоље (Балканско полуострво): војнополитичка студија, Етнографску карту српских земаља и бројне друге радове. Био је и члан оснивач и члан прве Управе Српског археолошког друштва 1883. године. Јован Скерлић је критички позитивно писао о његовом раду.
Под утицајем активности Друштва српске словесности, радио је на сакупљању архивске грађе и писању националне историје, док је 1865. године био поднео реферат и план о томе како у Србији треба организовати војноисторијску делатност. Био је и представник Србије на Међународној конференцији географа 1875. године, као делегат Српског ученог друштва. Сматра се утемељивачем српске војне терминологије, а такође је био и један од првих српских официра који се бавио науком. Његова Космометрија о методама за одређивање времена, географских координата и магнетске деклинације помоћу једноставнијих инструмената и справа (часовника, секстанта, теодолита, бусоле и компаса) и простијих метода, објављена 1875. за потребе питомаца Артиљеријске школе и ученика Велике школе, спада међу најстарије уџбенике из астрономије, које је написао официр Српске војске.
Био је оснивач и уредник седам година листа Војин, којег је покренуо 1864. године и који је био први војни лист на Балкану. Као начелник Историјског одељења главног генерал-штаба основао је касније и девет година (до пензије) уређивао лист „Ратник”. Покренуо је и уређивао пет месеци политички лист „Дарданија”, а сарађивао је са прилозима и у листовима „Вила”, „Даница”, „Велика Србија” и „Шумадинка”. Аутор је крилатице „Само слога Србина спасава”, сматрајући, да се четири оцила на српском грбу могу тумачити на овај начин — као скраћеница четири ћирилична слова „С”.
Сорта јабуке (Soldat laboureur) — драгашевка — носи име по Јовану Драгашевићу, а ово име је добила иницијативом Српског пољопривредног друштва у захвалност Драгашевићу, јер је он био један од првих људи у Србији који је гајио нове врсте воћа и цвећа. Он је један од првих чланова и сарадник тог друштва.

## Одликовања
Одликован је Орденима Таковског крста другог, трећег и петог степена, орденима Светог Саве другог и трећег степена, споменицама ратова 1876-1878. и 1885. године и другим одликовањима.

## Дела
- Песме, Земун 1860;
- Војничка стилистика, књига 1—2, Београд 1871—1876;
- Начела војне географије, Београд 1876;
- Војничка речитост, Београд 1876;
- Истинске приче, Београд 1888;
- Царица Јелена, Београд 1890;
- Аподиксис (други део аутобиографије), Београд 1891.